# Stemonitida
Stemonitida o Stemonitales es un orden de mixomicetos de la clase Myxogastrea . Asociados con sustratos vegetales en descomposición.

## Caracterización
El orden Stemonitida se caracteriza por presentar un tallo interno y sus extensiones, columela y capilicio, formados dentro de vacuolas anastomosadas, en las que se secreta materia orgánica (Kalyanasundaram 1973). Sin embargo, no son homólogos a los correspondientes de los órdenes Trichiida, Liceida y Physarida. El plasmodio suele ser de tipo afanoplasmodio, esto es, pequeño y con el aspecto de una red de finos filamentos, difícil de ver.
Las esporas se desarrollan internamente, por un capilicio en forma de filamentos ramificados que forman una red, normalmente oscuro y liso, y con masa de esporas negra u oscura. El cuerpo fructífero está constituido principalmente por esporangios. Además, al contrario que Physarida, carecen de carbonato cálcico en el cuerpo fructífero. 